# Srdan Golubović
Pour les articles homonymes, voir Golubović.
Srdan Golubović (en serbe cyrillique : Срдан Голубовић), né le 24 août 1972 à Belgrade, est un réalisateur, scénariste et producteur serbe. Il est le fils du réalisateur Predrag Golubović.

## Carrière
Srdan Golubović commence sa carrière en tournant des courts métrages, comme S one strane nemira (1993) et Trojka (1994), films dont il écrit le scénario. En 1997, il participe à Balkanska pravila de Darko Bajić, en tant qu'acteur et premier assisant réalisateur.
En 2001, il réalise Apsolutnih sto (Cent absolu), un film qui raconte la déchéance sociale et morale d'un ancien champion olympique. Il écrit lui-même le scénario de ce film, en collaboration avec Biljana Maksić.
En 2007, il réalise Le Piège (Klopka), dont il écrit le scénario avec Srđan Koljević.
Le film se situe dans la ville de Belgrade, qui, après l'ère Milošević, est en quête d'une nouvelle identité.
Le film est projeté en séance d'ouverture au Festival international du film de Belgrade et au Festival international du film de Berlin.
Parmi les projets de 2009 de Srdan Golubović, on peut citer la production du film Besa de Srđan Karanović et la coproduction du film bosnien Slovenka de Damjan Bozole.
Golubović revient à la réalisation en 2013 avec le drame Circles (Krugovi), très bien accueilli dans les festivals internationaux.

## Filmographie
- 1993 : S one strane nemira (court métrage)
- 1994 : Trojka (court métrage)
- 1995 : Paket aranzman (segment Herc minuta)
- 2001 : Apsolutnih sto
- 2007 : Le Piège (Klopka)
- 2013 : Circles (Krugovi)
- 2020 : Le Père (Otac)

## Distinctions

### Récompenses
- 2001 :
  - Prix FIPRESCI, Prix du Jury et Prix Spécial au Cottbus Film Festival of Young East European Cinema pour Apsolutnih sto
  - Prix du Public du Festival international du film de Thessalonique pour Apsolutnih sto
- 2007 :
  - Grand Prix du Festival international du film de Sofia pour Le Piège
  - Prix FIPRESCI et Prix du Meilleur réalisateur au Festival international du film de Wiesbaden pour Le Piège
  - Prix du meilleur film à l'Art Film Festival pour Le Piège
- 2008 :
  - Prix du Meilleur réalisateur au Festival du Film de Milan pour Le Piège
  - Prix du Meilleur film au Festival international du film policier de Liège pour Le Piège
  - Prix du Public au Festival du film de Trieste pour Le Piège
- 2013 :
  - Grand Prix au Festival international du film d'Erevan pour Circles
  - Prix du Meilleur réalisateur au Festival international du film de Wiesbaden pour Circles
  - Prix du Meilleur Réalisateur au Festival international de Bari, au Festival Cinequest de San José et au Festival international du film de Wiesbaden pour Circles
  - Prix du Public au Festival du film de Sarajevo et au Festival international du film de Sofia pour Circles
  - Prix Forum à la Berlinale pour Circles
  - Prix Spécial du Jury au Festival du film de Sundance pour Circles
  - Mention spéciale au Festival du film Nuits noires de Tallinn pour Circles

### Nominations
- 2001 : Alexandre d'Or au Festival international du film de Thessalonique pour Apsolutnih sto
- 2002 : Grand prix du Festival Paris Cinéma pour Apsolutnih sto
- 2013 :
  - Grand Prix du Jury au Festival du film Nuits noires de Tallinn et au Festival du film de Sundance pour Circles
  - Festival international du film de Seattle pour Circles